# Move Interactive
Move Interactive é uma empresa portuguesa que desenvolve jogos eletrónicos. O seu primeiro produto foi o jogo oficial da série portuguesa Floribella. Também está a desenvolver o jogo Ugo Volt. Foi a primeira empresa presente na feira de exposições E3.